# Angonisaurus
Angonisaurus è un genere estinto di terapsidi, appartenente ai dicinodonti. Visse nel Triassico medio (Anisico, circa 247 - 245 milioni di anni fa) e i suoi resti fossili sono stati ritrovati in Africa e in Antartide.

## Descrizione
Questo animale, come tutti i dicinodonti, possedeva un becco corneo simile a quello di una tartaruga. Angonisaurus era caratterizzato da un cranio alto, con un occipite estremamente alto e barre squamose molto robuste. L'interparietale si estendeva sul tetto cranico in forma di proiezione bilobata, mentre la barra intertemporale formava una piattaforma distinta ventralmente. Le ossa postorbitali non erano in contatto con le ossa squamose nel tetto cranico, cosicché le ossa parietali formavano una grande porzione della barra intertemporale. Era presente una grande finestra temporale di forma rettangolare, mentre il forame pineale giaceva in una grande fossa conica, dietro la quale si trovava una piattaforma ossea. Le orbite erano situate lateralmente. Angonisaurus era inoltre caratterizzato da un processo caniniforme nelle mascelle superiori di forma triangolare. 

## Classificazione
Angonisaurus è considerato un membro derivato dei dicinodonti, il grande gruppo di terapsidi erbivori tipici di fine Permiano e del Triassico. Angonisaurus, in particolare, è ritenuto essere un membro basale dei kannemeyeriiformi, il gruppo più derivato di dicinodonti, comprendenti anche forme gigantesche quali Lisowicia. 
Il genere Angonisaurus venne descritto per la prima volta nel 1983, sulla base di resti fossili ritrovati in Tanzania, nella zona di Ruvuma, in terreni risalenti alla fine del Triassico medio; la specie tipo è Angonisaurus cruickshanki. Altri fossili attribuiti al genere Angonisaurus sono stati ritrovati in Antartide, nella parte superiore della formazione Fremouw, e in Sudafrica, nella "Cynognathus Assemblage Zone". Ciò testimonia l'ampia diffusione di questa forma di dicinodonte, a volte ascritto alla famiglia degli Shansiodontidae ma più spesso considerato ancor più basale, alla base del gruppo dei kannemeyeriiformi. 

## Paleobiologia
Sembra che Angonisaurus fosse sessualmente dimorfico: i maschi infatti possedevano zanne superiori che si protendevano dai processi caniniformi, mentre le femmine ne erano prive. Il cranio dei maschi, inoltre, era più robusto.